# Зверовичи
 Зверовичи — деревня в Смоленской области России, в Краснинском районе. Население — 127 жителей (2007 год).
Расположена в западной части области в 11 км к юго-западу от Красного на правом берегу реки Лупа в 6 км к востоку от границы с Белоруссией. Входит в состав Павловского сельского поселения.

## Экономика
Средняя школа.

## Достопримечательности
- Памятники археологии:
  - Городище в 300 м юго-западнее деревни на правом берегу реки. Относится к поселениям днепро-двинских племён 1-го тысячелетия до н. э. По всей видимости в XI-начале XII века городище было преобразовано в детинец древнерусским населением. В настоящее время вся территория городища и детинца распахивается. Встречаются фрагменты керамики и металлических изделий XI -XIV веков. Существует мнение, что на этом месте существовал упоминаемый в летописях город Красн, разрушены в XIV-м веке.
  - Городище близ деревни по дороге к районному центру (не раскапывалось).
- В деревне родился широко известный во время Советского Союза народный художник БССР Глебов А. К.